# A Little South of Sanity
A Little South of Sanity dvostruki je uživo album američke hard rock skupine Aerosmith koji izlazi u listopadu 1998.g.
A Little South of Sanity jedini je Aerosmithov album koji je snima po savjetu industrijske tvrtke "Recording Industry Association of America" (RIAA). To se naročito odnosilo na njihovog prvog vokala Stevena Tylera i njegovo prostačko pjevanje, međutim nekoliko skladbi s prostim tekstom koje su originalno studijski snimljene, ostaju iste.

## Popis pjesama

### Disk 1
1. "Eat the Rich" (Joe Perry, Steven Tyler, Jim Vallance) – 5:08
2. "Love in an Elevator" (Perry, Tyler) – 5:55
3. "Falling in Love (Is Hard on the Knees)" (Glen Ballard, Perry, Tyler) – 3:17
4. "Same Old Song and Dance" (Perry, Tyler) – 5:32
5. "Hole in My Soul" (Desmond Child, Perry, Tyler) – 5:35
6. "Monkey on My Back" (Perry, Tyler) – 4:07
7. "Livin' on the Edge" (Mark Hudson, Perry, Tyler) – 5:20
8. "Cryin'" (Perry, Taylor Rhodes, Tyler) – 4:58
9. "Rag Doll" (Holly Knight, Perry, Tyler, Vallance) – 4:12
10. "Angel" (Child, Tyler) – 5:37
11. "Janie's Got a Gun" (Tom Hamilton, Tyler) – 5:04
12. "Amazing" (Richard Supa, Tyler) – 5:15

### Disk 2
1. "Back in the Saddle" (Perry, Tyler) – 5:58
2. "Last Child" (Tyler, Brad Whitford) – 4:57
3. "The Other Side" (Lamont Dozier, Brian Holland, Eddie Holland, Tyler, Vallance) – 4:14
4. "Walk on Down" (Perry) – 3:38
5. "Dream On" (Tyler) – 4:39
6. "Crazy" (Child, Perry, Tyler) – 5:39
7. "Mama Kin" (Tyler) – 4:03
8. "Walk This Way" (Perry, Tyler) – 4:20
9. "Dude (Looks Like a Lady)" (Child, Perry, Tyler) – 4:16
10. "What it Takes" (Child, Perry, Tyler) – 5:10
11. "Sweet Emotion" (Hamilton, Tyler) – 5:42

## Osoblje
Aerosmith
- Tom Hamilton - bas-gitara
- Joey Kramer - bubnjevi
- Joe Perry - gitara, vokal, havajska gitara
- Steven Tyler - prvi vokal, usna harmonika, udaraljke
- Brad Whitford - gitara

Gostujući glazbenici
- Thom Gimbel - klavijature, prateći vokali
- Russ Irwin - klavijature, prateći vokali

Ostalo osoblje
- Producent: Jack Douglas
- Projekcija: Jay Messina
- Asistent projekta: Lawrence Manchester, John Wydrycs
- Mix: Jack Douglas
- Mastering: Greg Calbi
- Nadzor projekta: Mike Sprague
- Direktor: Jim Chapman
- Fotografija: Moshe Brakha
- Dizajn osvjetljenja: Jim Chapman
- Kostimograf: Sherry Willshire

## Top lista
Album - Billboard (Sjeverna Amerika)
| Godina | Top lista           | Pozicija |
| ------ | ------------------- | -------- |
| 1998.  | The Billboard 200   | #12      |
| 1998.  | Top Canadian Albums | #6       |

## Certifikat
| Organizacija | Naklada    | Datum              |
| ------------ | ---------- | ------------------ |
| RIAA - SAD   | Zlatni     | 31. prosinca 1998. |
| RIAA - SAD   | Platinasti | 3. prosinca 1998.  |

## Vanjske poveznice
- A Little South of Sanity - MusicBrainz
- discogs.com - Aerosmith - A Little South Of Sanity